# Rhamma aurugo
Rhamma aurugo is een vlinder uit de familie van de Lycaenidae. De wetenschappelijke naam van de soort werd als Thecla aurugo in 1921 gepubliceerd door Draudt.

## Synoniemen
- Rhamma saroticana Johnson, 1992
- Rhamma sabula Johnson, 1992